# PNC Financial Services
PNC Financial Services ou plus simplement PNC est une entreprise bancaire des États-Unis. PNC opère essentiellement dans la région des Grands Lacs et sur la Côte Est. Son siège social est situé à Pittsburgh. PNC exploite 9 051 distributeurs automatiques de billets et détient 2 459 agences. Elle détient environ 286 milliards d'actifs en 2009.
Avant mai 2020, PNC détenait 21,2 % de la société de gestion d'investissement BlackRock.

## Histoire
Ses origines remontent à la Pittsburgh Trust and Savings Company fondée à Pittsburgh en 1852. En 1959, après une série de fusions, la Pittsburgh Trust and Savings Company évolue en  Pittsburgh National Corporation. 
Dans le milieu du XIXe siècle est fondée à Philadelphie la Provident National Corporation. 
En 1982, Pittsburgh National Corporation et Provident National Corporation fusionnent dans une nouvelle entité nommée PNC Financial Corporation.

### Histoire récente

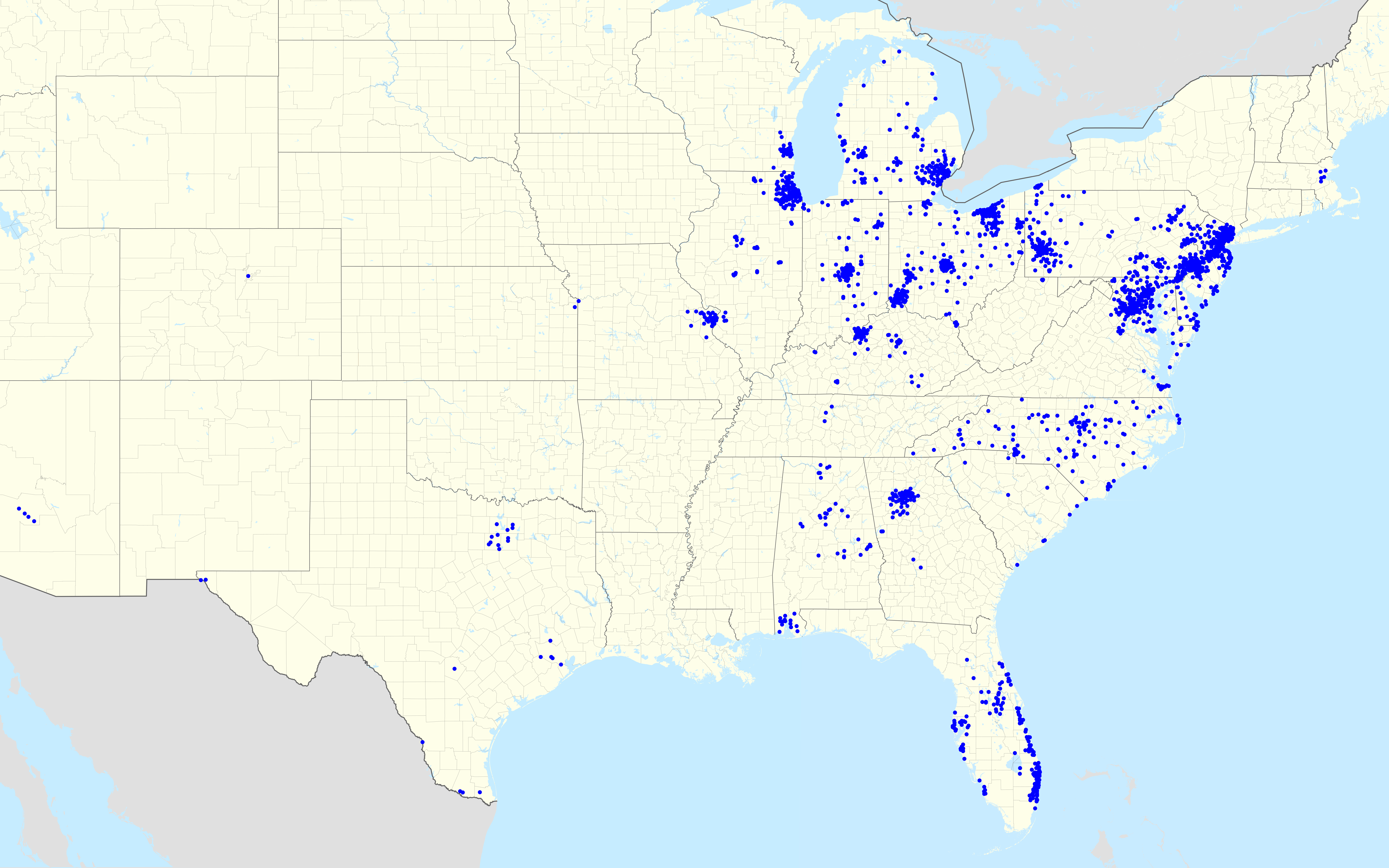
Carte du réseau d'agence de PNC en 2021.

En juillet 2004, PNC annonce l'acquisition de Riggs National, implantée dans l'agglomération de Washington, pour 779 millions de dollars.
En octobre 2008, PNC annonce l'acquisition pour 5,2 milliards de dollars de la banque National City située à Cleveland, dans Ohio,. Cette acquisition permet à PNC de doubler de taille en devenant la cinquième banque des États-Unis en dépôt. À la suite de cette acquisition, le Département du Trésor des États-Unis a pris 15 % de participation dans PNC dans le cadre du plan de sauvetage TARP. PNC étant dans l'obligation de racheter cette participation du Trésor des États-Unis dans les dix ans. L'opération a été approuvée par les actionnaires des deux banques en décembre 2008. Cette acquisition permet à PNC d'être la plus grande banque de Pennsylvanie, du Kentucky et de l'Ohio et d'être la deuxième plus grande banque dans le Maryland et dans l'Indiana. Elle a ainsi élargi sa présence dans le Midwest. Cette acquisition a aussi posé des problèmes de concurrence et a obligé PNC à vendre à First Niagara Bank une cinquantaine d'agences située à Pittsburgh et à Érié.
En juin 2011, PNC acquiert pour 3,45 milliards de dollars les activités de banque de détails  aux États-Unis et pour 165 millions de dollars les activités de cartes de crédit aux États-Unis de Banque royale du Canada. Ces activités représentent alors 426 agences, servant 900 000 clients, notamment en Caroline du Nord, Alabama, Géorgie, Floride,,.
En mai 2020, PNC annonce la vente de sa participation de 22,4 % dans BlackRock, valorisés 17 milliards de dollars, qu'elle avait acquis en 1995 pour 240 millions de dollars.
En novembre 2020, PNC annonce l'acquisition de la branche américaine de la banque espagnole BBVA, pour 11,6 milliards de dollars. Cette opération permet à PNC de devenir le cinquième plus grand groupe bancaire des Etats-Unis, avec près de 550 milliards de dollars d'actifs en gestion. BBVA USA était présente avec 634 agences au Texas, en Alabama, en Floride, au Nouveau-Mexique et en Californie,,.